# René Balbontín
Luis René Balbontín Sánchez war ein chilenischer Fußballspieler. Der Torwart spielte zwei Länderspiele für Chile. 

## Vereinskarriere
Auf Vereinsebene spielte René Balbontín 1922 beim Badminton Football Club aus der Hafenstadt Valparaíso. Mehr ist über die Vereinskarriere des Torwarts nicht belegt.

## Nationalmannschaft
René Balbontín debütierte für Chile beim Campeonato Sudamericano 1922 in Brasilien im zweiten Spiel gegen Uruguay. Nach der 0:2-Niederlage stand er auch bei der 0:4-Niederlage gegen Argentinien im Tor der La Roja. Chile wurde mit einem Punkt und drei Niederlagen Turnierletzter. Für Balbontín blieb es bei den beiden Einsätzen als Nationalspieler.